# Rubus couchii
Rubus couchii är en rosväxtart som beskrevs av Rilstone och David Elliston Allen. Rubus couchii ingår i släktet rubusar, och familjen rosväxter. Inga underarter finns listade i Catalogue of Life.